# ダイムラー・ベンツ
ダイムラー・ベンツ（Daimler-Benz AG）は、1926年から1998年まで存在したドイツの自動車メーカーである。

## 歴史
1883年、カール・ベンツはベンツ& Cie. ライニッシェ・ガスモトーレン・ファブリーク（以降、ベンツ& Cie.）をマンハイムで立ち上げ、2ストロークエンジンの開発に着手。1886年には世界で初めて「ガソリンを動力とする車両」に関する特許を取得し、1890年代から自動車を量産していた。
一方、ともに内燃機関の技術者であったゴットリープ・ダイムラーとヴィルヘルム・マイバッハは1890年にダイムラー・モトーレン・ゲゼルシャフト（以降、DMG）をシュトゥットガルトに設立。自動車の発明ではベンツに後れを取るものの、オーストリア人企業家エミール・イェリネックの支援を受け、1900年にヴィルヘルム・マイバッハ制作のレーシングカーでモータースポーツへの参戦を開始。これが最初にイェリネックの娘の名前「メルセデス」を冠したマシンメルセデス・35hpであった。モータースポーツでの活躍から、1902年からは市販車にもメルセデスブランドを使用し、販売を拡大していた。

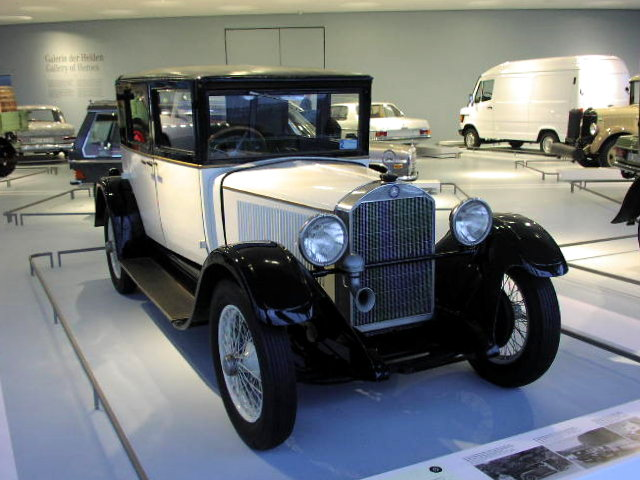
メルセデス・ベンツ 3/38hp（1927年）
最初にメルセデス・ベンツブランドで生産された車種

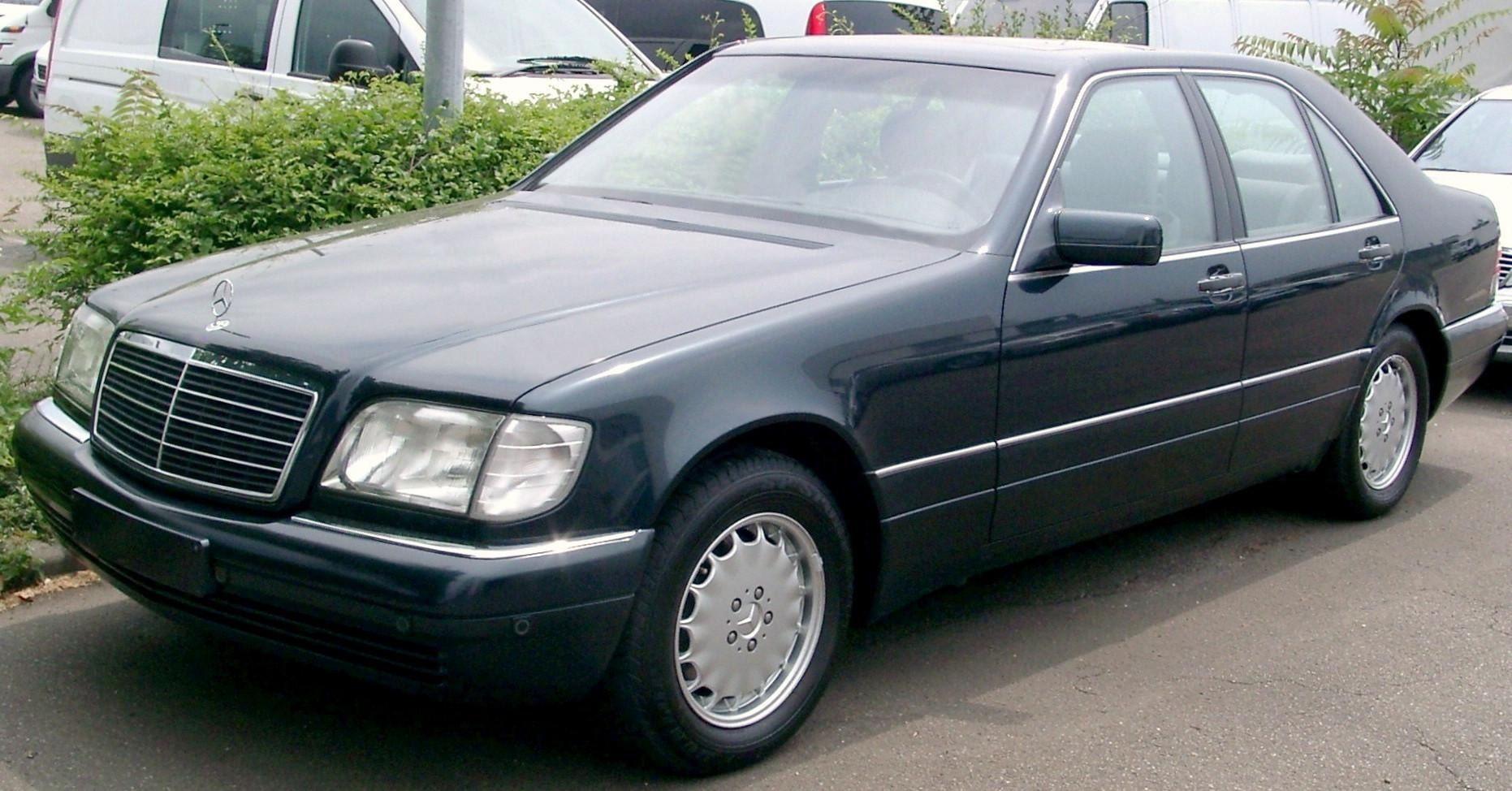
ダイムラー・ベンツ時代最後のSクラス(W140)

しかし、1920年代に入るとドイツは第一次世界大戦終結後の急激なインフレに見舞われ、経済危機に瀕していた。これは両社とて例外ではなく、ベンツ& Cie.は1919年にDMGに最初の合併を持ちかけたが、拒否されてしまう。だが、財政状況が好転することはなく、1924年5月1日、ついに両社は「相互利益に関する協定(Agreement of Mutual Interest)」を締結し、合併を目指すこととなった。
1926年、両社は合併し、新会社を設立。社名をダイムラー・ベンツとし、本社はDMGの本拠地であるシュトゥットガルトに置かれた。エンブレムはDMGのスリーポインテッド・スターの外側にベンツ& Cie.の「BENZ」を刻んだものであった。また、新会社はすべての自動車をメルセデス・ベンツ（DMGの「メルセデス」とベンツ& Cie.の「ベンツ」をとった）ブランドで製造することも決定した。
1940年代には乗用車の生産を続けつつ、第二次世界大戦中はナチスに協力し、戦闘機や戦車、潜水艦のエンジンなどの生産を請け負った。
1958年、アウトウニオン（現アウディ）を買収するものの、1960年代前半にはフォルクスワーゲンに売却する。
1986年、メルセデス・ベンツ日本（MBJ）を設立して日本進出。それまでのインポーターであったヤナセに代わり、メルセデス・ベンツの乗用車と商用車の日本への輸入を開始した。
1994年、スウォッチ・グループと共同出資してMCC（Micro Car Corporation ）を設立。スマートブランドでの小型車開発をスタートした。
1995年、バスのブランドゼトラを買収。
1998年、アメリカの自動車メーカークライスラーを事実上吸収合併し、社名をダイムラー・クライスラーに変更、約70年にわたるダイムラー・ベンツの歴史に幕を下ろした。このドイツの高級車メーカーとビッグスリーの一角をなすメーカーとの合併は当時「世紀の大合併」などと評されるほど驚きを持って受け入れられ、この後に起こる合併・買収による自動車業界再編の契機となった。同時に日本法人もクライスラー・ジャパンセールスとの合併よりダイムラー・クライスラー日本に社名を変更した。
2007年8月、ダイムラー・クライスラーは不振のクライスラー部門を米投資会社、サーベラス・キャピタル・マネジメントに売却、2007年10月ダイムラーに社名を変更した。